# Uwe Kellner (Ruderer)
Uwe Jörg Kellner (* 17. März 1966 in Jena) ist ein ehemaliger deutscher Ruderer. 1992 gewann er bei den Olympischen Spielen die Silbermedaille im Vierer mit Steuermann und erhielt dafür mit dem Team am 23. Juni 1993 das Silberne Lorbeerblatt.
Uwe Kellner ruderte bis 1990 für den SC Dynamo Berlin und danach für den SC Berlin. 1983 war er Juniorenweltmeister im Zweier mit Steuermann. 1985 belegte Kellner mit dem DDR-Achter den fünften Platz bei den Ruder-Weltmeisterschaften. 1989 und 1990 gewann Uwe Kellner zusammen mit Thomas Jung bei den DDR-Meisterschaften im Zweier ohne Steuermann; die beiden Ruderer siegten auch bei den Ruder-Weltmeisterschaften 1989 in Bled und 1990 in Tasmanien.
1992 formte Trainer Bernd Landvoigt einen Vierer mit Steuermann mit Ruderern aus drei Berliner Vereinen und einem Potsdamer Verein. Karsten Finger, Thoralf Peters, Ralf Brudel und Uwe Kellner wurden von Hendrik Reiher gesteuert, der 1988 bereits Olympiasieger mit dem DDR-Vierer geworden war. Der neu zusammengestellte Vierer siegte bei den Deutschen Meisterschaften 1992. Bei den Olympischen Spielen 1992 gewann das Boot mit einer Sekunde Rückstand auf den rumänischen Vierer die Silbermedaille.